# ریویا ایتو
ریویا ایتو (انگلیسی: Ryoya Ito؛ زادهٔ ۲ مهٔ ۱۹۹۸) بازیکن فوتبال اهل ژاپن است.
از باشگاه‌هایی که در آن بازی کرده‌است می‌توان به باشگاه فوتبال ساگان توسو اشاره کرد.